# Perrierophytum humbertii
Perrierophytum humbertii är en malvaväxtart som beskrevs av Bénédict Pierre Georges Hochreutiner. Perrierophytum humbertii ingår i släktet Perrierophytum och familjen malvaväxter. Utöver nominatformen finns också underarten P. h. thyrsoideum.